# Stig Berntsson
Stig Bertil Berntsson, född 19 oktober 1930 i Göteborg, död 24 mars 2011 i Åsa, var en svensk sportskytt. Han tävlade för Göteborgs Sportskyttar.
Berntsson tävlade för Sverige vid olympiska sommarspelen 1960 i Rom, där han slutade på 11:e plats i snabbpistol. Vid olympiska sommarspelen 1964 i Tokyo slutade Berntsson på 25:e plats i snabbpistol. Vid olympiska sommarspelen 1968 i Mexico City slutade han på 39:e plats i snabbpistol. 
Berntsson blev svensk mästare i Snabbpistol 1960, 1962, 1963, 1964, 1966 och 1970. Han vann även SM-guld i Grovpistol 1964. 1962 tilldelades Berntsson Stora grabbars märke.